# Lễ hội đua voi
Lễ hội đua voi là một trong những lễ hội quan trọng trong hệ thống các lễ hội cổ truyền của người vùng cao Tây Nguyên Việt Nam. Hội Đua Voi là một trong những hội của văn hóa truyền thống các dân tộc tỉnh Đắk Lắk được tổ chức 02 năm 01 lần vào tháng 3 âm lịch. Là Tháng của những con ong rừng đi lấy mật và cũng là thời điểm bắt đầu làm nương rẫy. Hội Đua Voi nhằm tôn vinh tinh thần thượng võ và tài nghệ thuần dưỡng voi của đồng bào các dân tộc Tây Nguyên.Ngoài ra, du khách đến đây cũng được thưởng thức ẩm thực độc đáo, đậm đà bản sắc của các dân tộc Tây Nguyên tại chỗ và được cưỡi voi tham quan buôn làng, trải nghiệm với hành trình cưỡi Voi lội sông Sêrêpốk tham quan Rừng Yok Don. Được tổ chức ở vùng Đắk Lắk. Một trong những lễ hội được xem là độc đáo nhất của nước Việt Nam ta.

## Tổng quan
Hội Đua Voi là một trong những hoạt động của Lễ hội văn hóa truyền thống các dân tộc huyện Buôn Đôn, tỉnh Đắk Lắk được tổ chức 02 năm 01 lần vào tháng 3 âm lịch.Đây là mùa khô, nắng đẹp, đường sá đi lại dễ dàng, đồng bào Buôn Đôn mở Hội Đua Voi để cầu mong cho sự bắt đầu của một mùa vụ mới tốt tươi, đạt năng suất cao, mang lại no ấm cho dân làng
Lễ hội đua Voi chỉ diễn ra trong 01 ngày. Số lượng tham gia từ 15 – 18 con Voi. Hội Đua Voi nhằm tôn vinh tinh thần thượng võ và tài nghệ thuần dưỡng voi của đồng bào các dân tộc Tây Nguyên. Ngoài ra, du khách đến đây cũng được thưởng thức ẩm thực độc đáo, đậm đà bản sắc của các dân tộc tại chỗ và được cưỡi voi tham quan buôn làng, trải nghiệm với hành trình cưỡi Voi lội sông Sêrêpốk tham quan Rừng Yok Don.
Hội đua voi thường diễn ra vào mùa Xuân, trên một dãi đất rộng dài hay một khu rừng, cụ thể hơn vào dịp tháng ba âm lịch, đó lá tháng đẹp nhất trong năm. Đặc điểm Tinh thần thượng võ và chất hùng tráng hội cổ truyền của người M'Nông. Chuẩn bị cho ngày hội người quản tượng đưa voi đến những cụm rừng có nhiều cây cỏ để chúng có điều kiện dưỡng sức. Vào ngày hội, các đàn voi từ các buôn làng xa gần kéo về tập kết tập trung các bãi gần đó. Dân chúng khắp nơi đổ về dự hội với những bộ áo quần thổ cẩm. Bãi đua là một dải đất tương đối bằng phẳng, đủ để 10 con voi giăng hàng đi cùng một lúc, dài từ 1 đến 9 km
Bắt đầu một hồi tù và rúc lên, đàn voi dưới sự điều khiển của những chàng man-gát lần lượt tiến vào điểm xuất phát, dàn thành hàng ngay ngắn. Theo nh người điều khiển. Con đầu đàn đứng lên phía trước, hai chân trước đứng thẳng, ngẩng cao, quay cái vòi mấy vòng rồi cúi đầu chào khán giả hai bên, xong lại lùi vào vị trí cũ. Trên mỗi con voi có hai người man-gát khỏe mạnh, trong bộ trang phục sặc sỡ. Một tiếng tù và rúc to báo lệnh xuất phát. Những chú voi bật lên phía trước trong tiếng hò reo, la hét của khán giả cùng tiếng cồng chiêng khua.
Người ma-gát ngồi phía trước đầu voi cúi rạp mình, quan sát và điều khiển voi bằng một thanh sắt nhọn dài độ 1 mét gọi là kreo (tiếng M'Nông là gậy điều khiển) dùng để đâm mạnh vào da, thúc voi tăng tốc độ, còn người man-gát thứ hai ngồi ở phía sau dùng chiếc búa gỗ Kốc nện mạnh vào mông con voi để voi chạy nhanh và thẳng đường. Khi bóng người man-gát ngồi trên lưng chú voi đi đầu xuất hiện từ xa trong vòng quay trở về đích. Tiếng trống chiêng giục giã liên hồi. Tiếp theo là tiếng hoan hô những người thắng cuộc. Cuộc đua voi kết thúc, các con voi dự thi lần lượt trở lại các buôn làng

## Thể thức
Nội dung trong lễ hội gồm:
- Lễ cúng Nước
- Lễ cúng sức khỏe cho Voi.
- Lễ ăn trâu mừng mùa (Lễ Đâm Trâu).
- Lễ hội văn hoá các dân tộc huyện Buôn Đôn.
- Thi Voi đá bóng.
- Thi Voi chạy.
- Thi Voi bơi.
- Lễ cúng lúa mới (Lễ mừng mùa).
- Lễ tắm Voi sau khi kết thúc các hoạt động của Voi tại Lễ hội.

Bãi đua được chọn thường là dải đất bằng phẳng đủ để 5-10 con voi giăng hàng ngang để thi theo từng tốp. Sau hiệu lệnh là một hồi tù và, đàn voi phóng nhanh về phía trước sự cổ vũ nhiệt tình của đông đảo du khách và người dân trong khu vực cùng tiếng chiêng, tiếng trống thúc giục. Sau hội đua, cả buôn làng tập trung về nhà cộng đồng để ăn tiệc, uống rượu cần và nhảy múa trong không khí của lễ hội với âm vang cồng chiêng rộn rã.
Ngày nay, do yêu cầu của du lịch và để bảo tồn, phát triển một bản sắc văn hóa, lễ hội đua voi được chính quyền địa phương đứng ra tổ chức. Ngoài chạy đua, các chú voi nhà còn tham gia nhiều môn thi như bơi vượt sông, đá bóng... Vì vậy, nó thường được giới thiệu trong các chương trình của du lịch Đắk Lắk.Du khách còn được thưởng thức ẩm thực theo phong tục của dân tộc ở đây được cưỡi voi, tham quan buôn làng...và rất nhiều điều thú vị mà du khách sẽ được thử qua. Hiện nay, các chú voi đang đứng bên bờ vực tuyệt chủng vì sự săn bắt của con người. Các chú voi đang được điều dưỡng và không lâu sau sẽ thả vào rừng.